# Federico Gasperoni
Federico Gasperoni (Cidade de San Marino, 10 de setembro de 1976) é um ciclista e ex-futebolista samarinês que atuava como goleiro.

## Carreira em clubes
Entre 1995 e 2011, defendeu Folgore Falciano, Pietracuta, Urbino, Cattolica, Rosetana e Murata, onde encerrou sua carreira de jogador.
Na segunda passagem do goleiro pelo Cattolica (equipe da Promozione, a sexta divisão do futebol italiano), ficou lembrado por sofrer 10 gols em 4 jogos até janeiro de 2010.

## Carreira internacional
Com 41 jogos disputados entre 1996 e 2005, Gasperoni é o décimo-quinto jogador que mais atuou pela seleção de San MarinoCom 60 jogos, é o quarto jogador que mais disputou partidas pela Sereníssima, estreando na derrota por 3 a 0 para a Bélgica, em partida válida pelas eliminatórias europeias da Copa de 1998. O último jogo internacional do goleiro pela Serenissima foi em outubro de 2005, quando San Marino perdeu da Espanha por 6 a 0.

## Pós-aposentadoria
Após deixar os gramados, Gasperoni migrou para o ciclismo, disputando os Jogos dos Pequenos Estados da Europa, onde conquistou a medalha de ouro em 2017.

## Títulos
Urbino
- Eccellenza Marcas: 1 (2002–03)

### Individuais
- Pallone di Cristallo: 1 (2004)

## Links
- Federico Gasperoni em National-Football-Teams.com